# Pallisa (district)
Le district de Pallisa est un district d'Ouganda. Sa capitale est Pallisa.

## Économie
Les principales activités du district sont l'agriculture et l'élevage.